# مانتیسلو (لوئیزیانا)
مانتیسلو (به انگلیسی: Monticello) شهری در ایالت لوئیزیانا کشور ایالات متحده آمریکا است که جمعیت آن در سرشماری سال ۲۰۱۰ میلادی، ۵٬۱۷۲ نفر بوده‌است.